# Bas Verwijlen
Bas Verwijlen (* 1. října 1983 Oss, Nizozemsko) je nizozemský sportovní šermíř, který se specializuje na šerm kordem. Nizozemsko reprezentuje mezi muži od roku 2001. Na olympijských hrách startoval v roce 2008, 2012, 2016 v soutěži jednotlivců. Nejdále se pavoukem probojoval do čtvrtfinále při své premiéře na olympijských hrách 2008. V roce 2005 obsadil v soutěži jednotlivců na mistrovství světa třetí místo a v roce 2011 druhé místo. V roce 2011 obsadil druhé místo v soutěži jednotlivců na mistrovství Evropy.